# Alan L. Hodgkin
Alan L Hodgkin, född 5 februari 1914 i Banbury, Oxfordshire, död 20 december 1998 i Cambridge, var en brittisk nobelpristagare. År 1963 erhöll han Nobelpriset i fysiologi eller medicin för forskning kring aktionspotentialer i nervceller på centrala nervsystemet, och delade det med John Eccles och Andrew Fielding Huxley.
Han invaldes som Fellow of the Royal Society 1948, och var dess president 1970–1975. Han tilldelades Royal Medal 1958 och Copleymedaljen 1965. 1973 invaldes han som utländsk ledamot av Kungliga Vetenskapsakademien.